# Parafia Zwiastowania Pańskiego w Nazarecie
Parafia Zwiastowania Pańskiego w Nazarecie – rzymskokatolicka parafia znajdująca się w łacińskim patriarchacie Jerozolimy, w wikariacie izraelskim, w Izraelu. Parafię prowadzą franciszkanie.
Oprócz bazyliki na terenie parafii znajduje się kościół św. Józefa w Nazarecie.

## Historia
Chrześcijanie pojawili się w mieście już w pierwszych latach po śmierci i zmartwychwstaniu Chrystusa. W latach 1100–1263 Nazaret był siedzibą arcybiskupa. Od zdobycia miasta przez muzułmanów w 1263 do przybycia franciszkanów w 1620 wspólnota katolicka w Nazarecie spotykała się potajemnie z obawy przed prześladowaniami. Od 1620 parafię prowadzą franciszkanie z Kustodii Ziemi Świętej.